# Magnus Henning

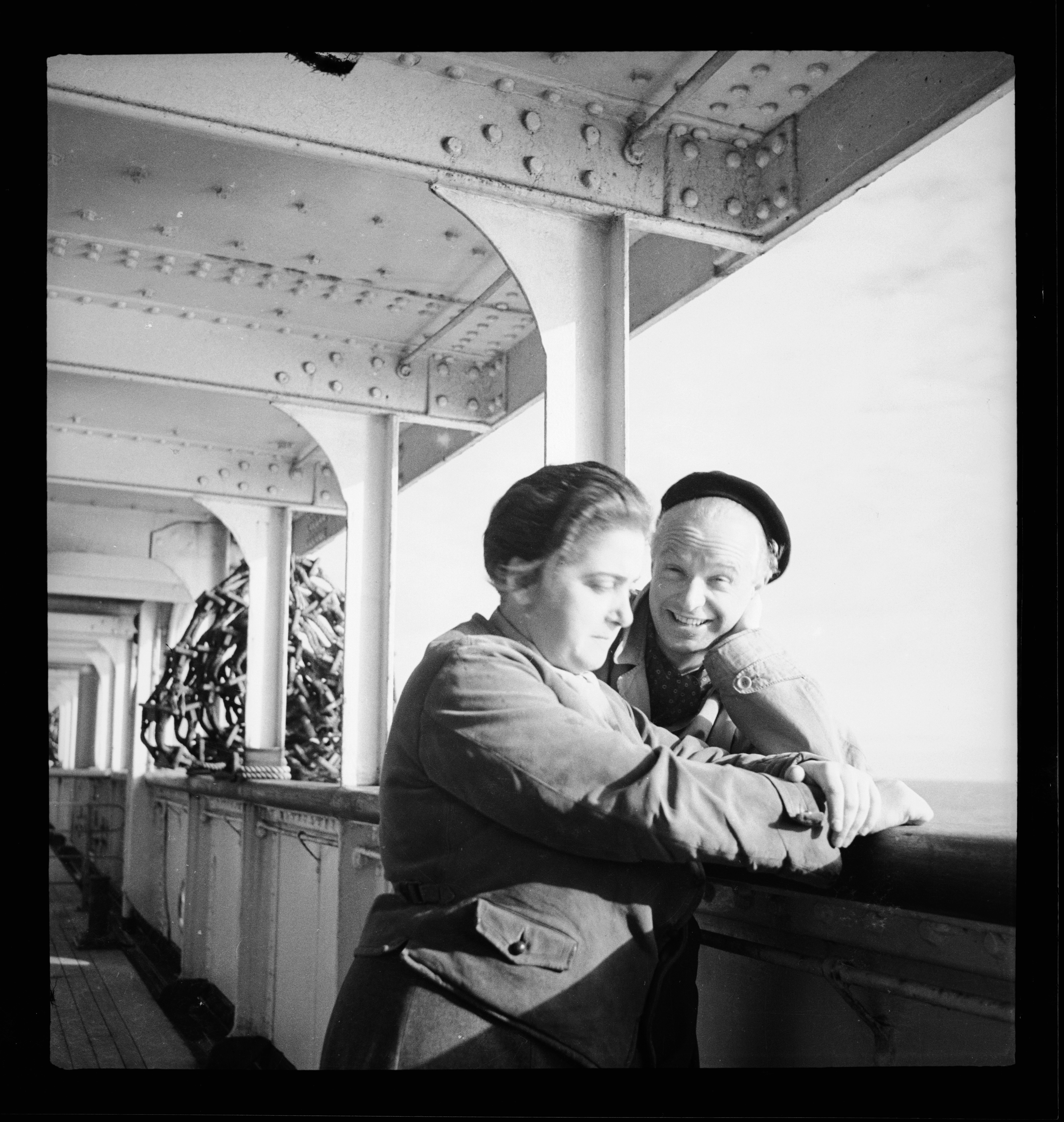
Magnus Henning und Therese Giehse. Foto von Annemarie Schwarzenbach, 1936

Magnus Henning (* 1904; † 1995 in Imst, Tirol) war ein baltischer Komponist und Pianist. Er inszenierte und vertonte die Texte von Erika und Klaus Mann für das politische Kabarett Die Pfeffermühle, das am 1. Januar 1933 in München eröffnete.
Knapp einen Monat vor der Machtübernahme der Nazis und Adolf Hitlers Ernennung zum Reichskanzler am 30. Januar 1933 gründeten Therese Giehse, Erika und Klaus Mann und Magnus Henning in München das literarische Kabarett Die Pfeffermühle. Dieses Münchner Kabarett wurde unfreiwillig zum ersten deutschsprachigen Exiltheater. Nach dem Neubeginn im Oktober 1933 in Zürich zog die Pfeffermühle mit ständig wechselnden Ensemblemitgliedern bis zum Spätsommer 1936 durch viele Länder Europas. Dabei geblieben waren neben Erika Mann Therese Giehse, die auch Regie führte, und Magnus Henning, der fast alle Texte vertonte und die Vortragenden am Klavier begleitete, sowie zeitweilig Sybille Schloß. Der Versuch, als Peppermill in New York 1937 das amerikanische Publikum zu überzeugen, scheiterte. Nach wenigen Vorstellungen im Januar des Jahres fiel nach vier Jahren endgültig der Vorhang für das Kabarett. Er kehrte nach München zurück und arbeitete dort beim Künstler-Kabarett-Lokal Simplicissimus. Während des Zweiten Weltkriegs war er Wehrmachtsbetreuer. Magnus Henning starb 91-jährig in Imst.